# Dominik Blunschy
Dominik Blunschy, né en 27 octobre 1987 (originaire de Niederrohrdorf et Oberrohrdorf), est une personnalité politique suisse, membre du Centre.
Il est élu député du canton de Schwytz au Conseil national en octobre 2023.

## Biographie
Dominik Blunschy naît le 27 octobre 1987. Il est originaire de Niederrohrdorf et Oberrohrdorf, dans le canton d'Argovie. Il est le petit-fils de la conseillère nationale démocrate-chrétienne Elisabeth Blunschy.
Après avoir obtenu sa maturité gymnasiale, il fait des études en génie informatique à l'École polytechnique fédérale de Zurich qui le mènent jusqu'au master. 
Après avoir travaillé pour une entreprise informatique à Zurich, il crée sa propre entreprise en 2016 à Schwytz.
Il est marié à une enseignante et habite à Ibach, dans le canton de Schwytz.

## Parcours politique
Il préside les Jeunes démocrates-chrétiens du canton de Schwytz de 2009 à 2015.
Il siège au Conseil cantonal de Schwytz depuis le 29 juin 2016 et y préside le groupe du Centre depuis le 12 juillet 2022. Il s'y profile sur les questions de formation, de finances et d'économie. Il est le député le mieux élu du canton en 2020.
Il est élu député du canton de Schwytz au Conseil national en octobre 2023, en quatrième position des quatre élus, parvenant ainsi à conserver le siège du Centre occupé jusque-là par Alois Gmür. Il siège au sein de la Commission de la science, de l'éducation et de la culture (CSEC).